# 上甘泉砖塔
上甘泉砖塔，位于山西省临汾市翼城县中卫乡甘泉村。
上甘泉砖塔是一座清代实心砖塔，圆形，高1.5米，基座石砌方形。塔顶已缺。 
1987年8月20日，上甘泉砖塔公布为翼城县文物保护单位。